# Henrietta Swope

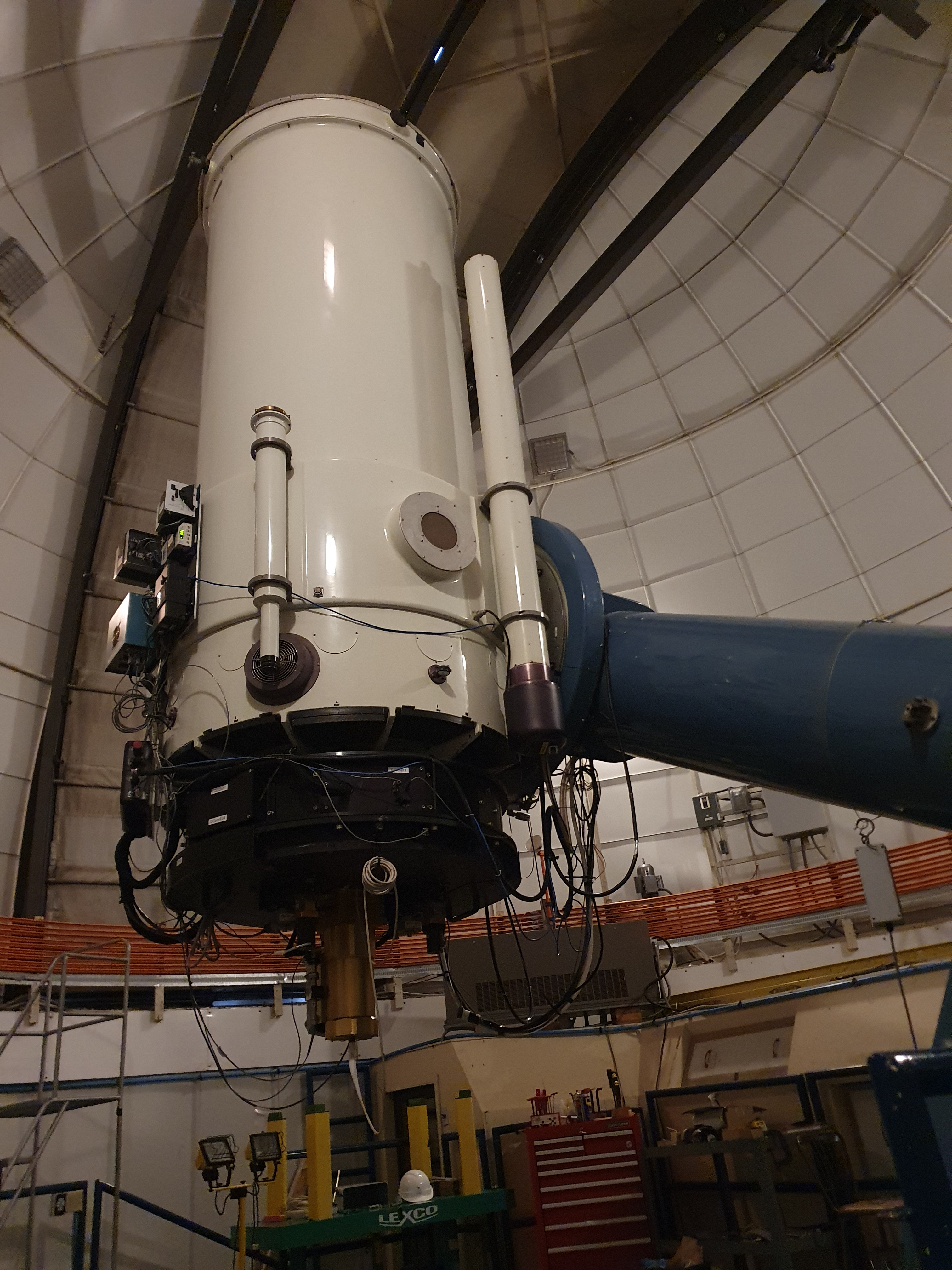
Teleskop imienia Henrietty Swope w Obserwatorium Las Campanas.

Henrietta Hill Swope (ur. 26 października 1902 w Saint Louis, zm. 24 listopada 1980 w Los Angeles) – amerykańska astronomka i filantropka. Zajmowała się głównie fotometrycznym badaniem gwiazd zmiennych.

## Życiorys
Urodziła się jako pierwsze z piątki dzieci George’a Swope’a (dyrektor w General Electric) i Mary Hill. Ukończyła matematykę na Barnard College w 1925. W następnym roku rozpoczęła analizę zdjęć nieba w poszukiwaniu gwiazd zmiennych w grupie pod kierownictwem Harlowa Shapleya na Uniwersytecie Harvarda. W 1928 uzyskała magisterium z astronomii na Radcliffe College. Pracę na Harvardzie kontynuowała do 1942 i w tym okresie odkryła ponad 1000 gwiazd zmiennych. Jej pensja nie wystarczała na utrzymanie i rodzice pomagali jej finansowo. Brała udział we wspólnej ekspedycji naukowców z Uniwersytetu Harvarda i Massachusetts Institute of Technology do ZSRR na obserwacje całkowitego zaćmienia Słońca 19 czerwca 1936. Jej zadaniem było fotografowanie korony słonecznej. Odkryła zmiany okresu pulsacji gwiazdy V725 Sgr. Podczas II wojny światowej wspierała wysiłek wojenny, pracując w laboratorium radarowym MIT oraz w biurze hydrograficznym marynarki wojennej USA (jako matematyczka). W latach 1947–52 wykładała astronomię na Barnard College. Od 1952 do 1978 pracowała w obserwatoriach Palomar i Mount Wilson. Jej analiza zdjęć wykonanych przez Waltera Baadego na Teleskopie Hale’a pozwoliła zmierzyć jasności i okresy pulsacji cefeid i w konsekwencji wyznaczyć odległość do galaktyki Andromedy. W 1968 przeszła na emeryturę, choć nadal pracowała naukowo. Nigdy nie umożliwiono jej samodzielnego prowadzenia obserwacji naukowych.

## Poglądy i działalność filantropijna
Przez rok mieszkała w Chicago w rejonie Hull House, gdzie zajmowała się m.in. pomocą osobom starszym. Wspierała edukację kobiet: w 1938 uczestniczyła w programie radiowym popierającym studia kobiet, a w 1951 wspólnie z rodzicami przekazała 25 000$ na ten cel. W czasie zatrudniania w obserwatorium Palomar sprzeciwiła się nazwaniu jej stanowiska rachmistrzynią (ang. computer). Ostatecznie uzgodniono, że jej stanowisko będzie mieć nazwę asystentka badawcza (ang. research assistant) i tak samo przemianowano stanowiska innych kobiet. W 1969 przekazała Carnegie Institution of Washington 650 000$ na rozwój Obserwatorium Las Campanas w Chile, dzięki czemu zakupiony został teleskop o średnicy 1 m, nazwany później jej imieniem.

## Wyróżnienia
- Annie J. Cannon Award in Astronomy przyznana przez American Astronomical Society w 1968[2].
- Doktorat honoris causa Uniwersytetu w Bazylei[2].
- Teleskop średnicy 1 m uruchomiony w 1971 w Obserwatorium Las Campanas nazwano jej imieniem[2].
- Planetoida (2168) Swope została nazwana jej imieniem.

## Wybrane publikacje
- H.H. Swope, H. Shapley, A Peculiar Variable with Changing Period and Light Curve, „Annals of the Astronomical Observatory of Harvard College”, 105, 1937, s. 499–507.
- H.H. Swope, Notes on Five Novae in MWF 189, „Harvard College Observatory Bulletin”, 913, 1940, s. 11–12.
- W. Baade, H.H. Swope, The Draco System, a Dwarf Galaxy, „The Astronomical Journal”, 66, 1961, s. 300–347.
- W. Baade, H.H. Swope, Variable Star Field 96' south preceeding the nucleous of the Andromeda galaxy, „The Astronomical Journal”, 68, 1963, s. 435–470.